# Piusa (miejscowość)
Piusa – wieś w Estonii, w  prowincji Võru, w gminie Võru.
Znajduje tu się stacja kolejowa Piusa, położona na linii Valga – Koidula.